# Bela Voda (Kruševac)
Bela Voda (em cirílico: Бела Вода) é uma vila da Sérvia localizada na cidade de Kruševac, pertencente ao distrito de Rasina, na região de Rasina. A sua população era de 1206 habitantes segundo o censo de 2011.

## Demografia
| 1948 | 1953 | 1961 | 1971 | 1981 | 1991 | 2002 | 2011 |
| ---- | ---- | ---- | ---- | ---- | ---- | ---- | ---- |
| 1515 | 1609 | 1548 | 1512 | 1558 | 1546 | 1387 | 1206 |